# Baptria albofalcata
Baptria albofalcata là một loài bướm đêm trong họ Geometridae.